# Titus County
Titus County je okres ve státě Texas v USA. K roku 2010 zde žilo 32 334 obyvatel. Správním městem okresu je Mount Pleasant. Celková rozloha okresu činí 1 103 km².